# Associazione Calcio Udinese 1965-1966
Questa voce raccoglie le informazioni riguardanti l'Associazione Calcio Udinese nelle competizioni ufficiali della stagione 1965-1966.

## Rosa
| N. |                   | Ruolo | Calciatore      |
| -- | ----------------- | ----- | --------------- |
|    | Italia (bandiera) | C     | Bruno Baldo     |
|    | Italia (bandiera) | D     | Romano Bernard  |
|    | Italia (bandiera) | A     | Ivano Bosdaves  |
|    | Italia (bandiera) | A     | Ariedo Braida   |
|    | Italia (bandiera) | C     | Franco De Cecco |
|    | Italia (bandiera) | D     | Claudio Delpin  |
|    | Italia (bandiera) | C     | Arrigo Dolso    |
|    | Italia (bandiera) | P     | Paolo Fabris    |
|    | Italia (bandiera) | D     | Adriano Fedele  |

| N. |                   | Ruolo | Calciatore         |
| -- | ----------------- | ----- | ------------------ |
|    | Italia (bandiera) | C     | Pietro Gabriele    |
|    | Italia (bandiera) | P     | Ernesto Galli      |
|    | Italia (bandiera) | C     | Roberto Manganotto |
|    | Italia (bandiera) | A     | Bruno Mantellato   |
|    | Italia (bandiera) | D     | Giuseppe Pin       |
|    | Italia (bandiera) | D     | Luigino Vidoz      |
|    | Italia (bandiera) | C     | Giovanni Vincenzi  |
|    | Italia (bandiera) | D     | Pietro Zampa       |
|    | Italia (bandiera) | A     | Achille Zardo      |

## Risultati

### Campionato

#### Andata
| Arbitro: | Cantelli (Firenze) |

|              |           |                       |
| Vincenzi 71’ | Marcatori | 37’ Gittone 58’ Fazzi |

| Arbitro: | Branzoni (Pavia) |

|             |           |               |
| Magheri 14’ | Marcatori | 2’ Mantellato |

| Arbitro: | Ghetti (Modena) |

|            |           |  |
| Braida 83’ | Marcatori |  |

| Arbitro: | Rostagno (Torino) |

|              |           |           |
| Varglien 82’ | Marcatori | 19’ Zardo |

| Arbitro: | Magnani (Firenze) |

|           |           |  |
| Zardo 16’ | Marcatori |  |

| Arbitro: | Falchi (Terni) |

|                      |           |  |
| Tassi 22’ Denari 84’ | Marcatori |  |

| Udine 31 ottobre 1965 7ª giornata | Udinese            | 0 – 0 | Como | Stadio Moretti\| Arbitro: \| Dal Prato (Nogara) \| |
| Arbitro:                          | Dal Prato (Nogara) |       |      |                                                    |

| Arbitro: | Ferrari (Rovereto) |

|                |           |                  |
| Uzzecchini 60’ | Marcatori | 79’ (rig.) Zardo |

| Arbitro: | Valagussa (Lecco) |

|            |           |  |
| Braida 33’ | Marcatori |  |

| Arbitro: | Gandiolo (Alessandria) |

|                      |           |            |
| Mola 14’ Ferraro 45’ | Marcatori | 13’ Braida |

| Arbitro: | Bencetti (Treviglio) |

|                                                                            |           |  |
| Bosdaves 10’, 82’ (rig.) De Cecco 25’, 66’ Zardo 68’ (rig.) 86’ Braida 83’ | Marcatori |  |

| Arbitro: | Prandstraller (Mestre) |

|         |           |              |
| Ive 63’ | Marcatori | 15’ De Cecco |

| Arbitro: | Canova (Milano) |

|                      |           |  |
| Deasti 5’ Mattei 80’ | Marcatori |  |

| Arbitro: | Sabattini (Finale Emilia) |

|                      |           |            |
| Braida 21’, 57’, 77’ | Marcatori | 44’ Crespi |

| Arbitro: | Bianchi (Firenze) |

|                 |           |  |
| Zardo 2’ (aut.) | Marcatori |  |

| Udine 9 gennaio 1966 16ª giornata | Udinese         | 0 – 0 | Rapallo | Stadio Moretti\| Arbitro: \| Porcelli (Lodi) \| |
| Arbitro:                          | Porcelli (Lodi) |       |         |                                                 |

| Arbitro: | Firmi (Crema) |

|  |           |                      |
|  | Marcatori | 44’, 67’, 72’ Braida |

#### Ritorno
| Arbitro: | Capriccioli (Roma) |

|           |           |  |
| Fazzi 42’ | Marcatori |  |

| Arbitro: | Trinchieri (Reggio Emilia) |

|                                                           |           |  |
| Gallo 26’ (aut.) Zardo 31’ (rig.) 75’ (rig.) Bosdaves 36’ | Marcatori |  |

| Arbitro: | Levrero (Genova) |

|                         |           |                         |
| Marchiol 50’ Parola 72’ | Marcatori | 15’ De Cecco 83’ Braida |

| Arbitro: | Lattanzi (Roma) |

|             |           |           |
| Bernard 73’ | Marcatori | 90’ Ciroi |

| Arbitro: | Cardelli (Massa) |

|               |           |                    |
| Donadelli 47’ | Marcatori | 38’ (rig.) Bernard |

| Arbitro: | Ferrari (Rovereto) |

|                                          |           |                        |
| De Cecco 11’, 65’ Dolso 15’ Bosdaves 41’ | Marcatori | 20’ Belloni 32’ Sarchi |

| Arbitro: | Sgherri (Grosseto) |

|             |           |            |
| Girolla 73’ | Marcatori | 17’ Braida |

| Arbitro: | Tabanelli (Ravenna) |

|                                  |           |  |
| Mantellato 18’, 24’ Bosdaves 68’ | Marcatori |  |

| Arbitro: | Palumbo (Roma) |

|  |           |                  |
|  | Marcatori | 90’ (rig.) Zardo |

| Udine 27 marzo 1966 27ª giornata | Udinese            | 0 – 0 | Marzotto Valdagno | Stadio Moretti (12.000 spett.)\| Arbitro: \| Da Casto (Bologna) \| |
| Arbitro:                         | Da Casto (Bologna) |       |                   |                                                                    |

| Arbitro: | Levrero (Genova) |

|  |           |                           |
|  | Marcatori | 14’ Fedele 50’ Mantellato |

| Arbitro: | Aloisi (Giulianova) |

|            |           |  |
| 64’ Braida | Marcatori |  |

| Arbitro: | Fioretti (Roma) |

|                  |           |             |
| Bosdaves 3’, 67’ | Marcatori | 26’ Fontana |

| Arbitro: | Pignatti (Lucca) |

|                 |           |                |
| Dalle Crode 28’ | Marcatori | 51’ Mantellato |

| Arbitro: | Giola (Pisa) |

|                       |           |  |
| Zardo 29’, 76’ (rig.) | Marcatori |  |

| Arbitro: | Bravi (Roma) |

|              |           |           |
| Rollando 73’ | Marcatori | 18’ Zardo |

| Arbitro: | Magnani (Firenze) |

|                   |           |  |
| Bosdaves 24’, 83’ | Marcatori |  |